# قائمة الألعاب اليابانية
هذه قائمة بالألعاب اليابانية الشعبية والأكثر شهرة:

## الألعاب

### الألعاب الميكانيكية
- باتشينكو

### ألعاب الأطفال
- بيغوداما
- كرة زجاجية
- داروماسان كوروندا
- فوكوواراي
- هنا إيشي مونمي
- هانيتسوكي
- حجرة-ورقة-مقص
- كانتشو
- كاغومي كاغومي
- الغميضة
- كيماري
- كينداما
- مربعات القفز
- نط الحبل
- أوهاجيكي
- أونيغوكو
- أوشيكورا مانجو
- أوتيداما
- تيماري

### ألعاب نسائية
- رانغو

### ألعاب لوحية
- غو
- رينجو
- شوغي
- سوغوروكو
- نينوكي-رينجو

### ألعاب ورقيّة
- بوتا نو شيبو
- دايفوغو (اسم آخر: دايهينمين)
- هانافودا
- كاروتا
- مينكو
- اويتشو-كابو
- اثنين عشرة جاك
- أوتا غاروتا

### ألعاب القطع
- ماجونغ يابانية وتسمى أيضا ريتشي ماجونغ.

### ألعاب النرد
- تشو هان باكوتشي
- كيتسونيه باكوتشي

### ألعاب الأرقام
- سودوكو
- كاكورو
- كوروماسو

### ألعاب الكلمات
- داجاريه
- هينو هينو موهيجي
- كايبون
- شيريتوري
- أوتا-غاروتا